# 15248 Hidekazu
15248 Hidekazu (tên chỉ định: 1989 WH3) là một tiểu hành tinh vành đai chính. Nó được phát hiện bởi Kin Endate và Kazuro Watanabe ở Đài thiên văn Kitami ở Hokkaidō, Nhật Bản, ngày 29 tháng 11 năm 1989. Nó được đặt theo tên Hidekazu Yamato, nhà thiên văn học nghiệp dư Nhật Bản.